# Beppo Brem
Beppo Brem (Múnich, 11 de marzo de 1906-Múnich, 5 de septiembre de 1990) fue un actor alemán, conocido especialmente por la interpretación de personajes populares bávaros. A pesar de su encasillamiento durante años en la interpretación de comedias bávaras, en su carrera posterior pudo ganarse el reconocimiento como un actor serio.

## Biografía

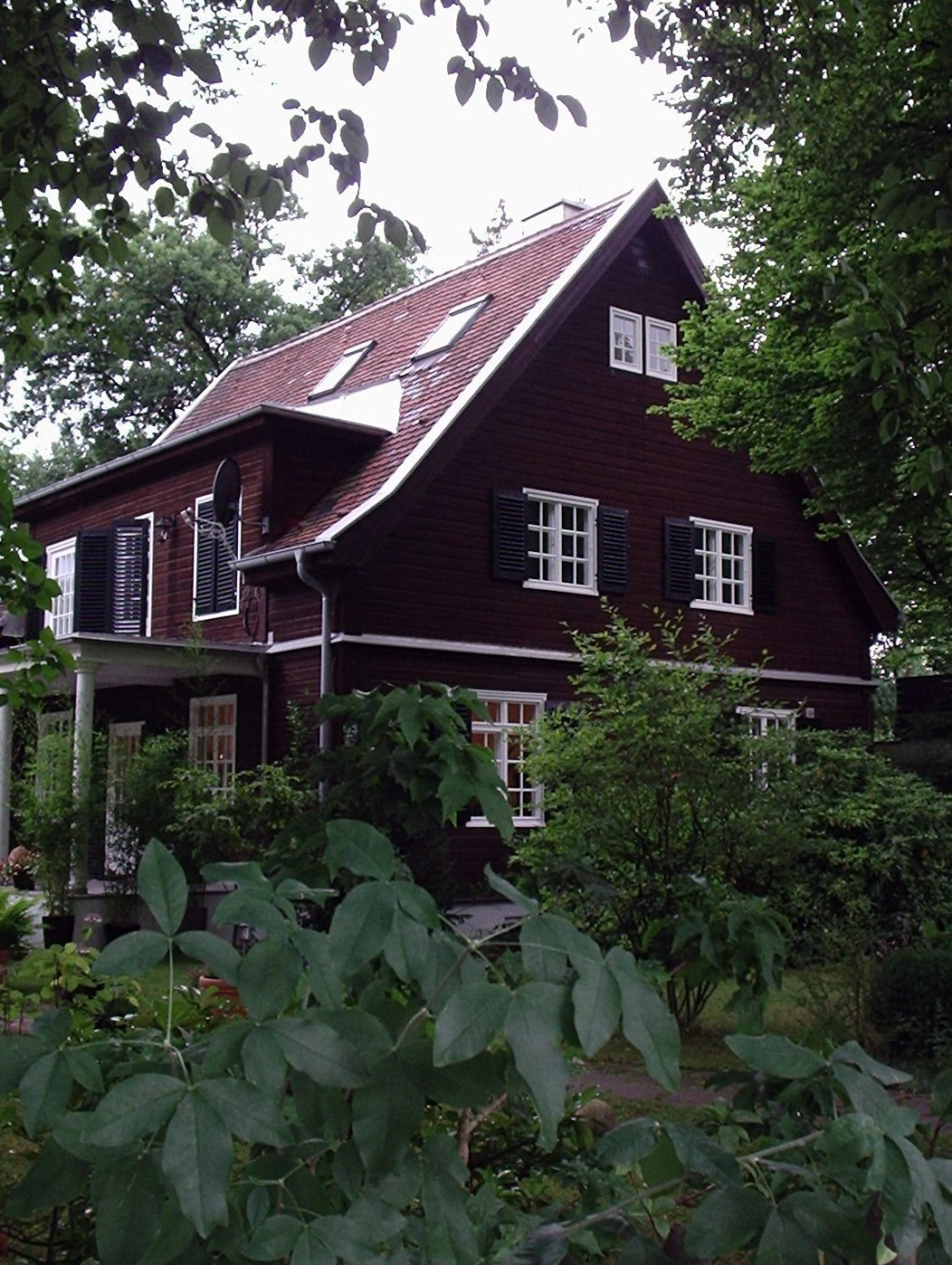
Residencia de Beppo Brem entre 1941 y 1951 en la Hofbrunnstraße 53 de Múnich (2012)

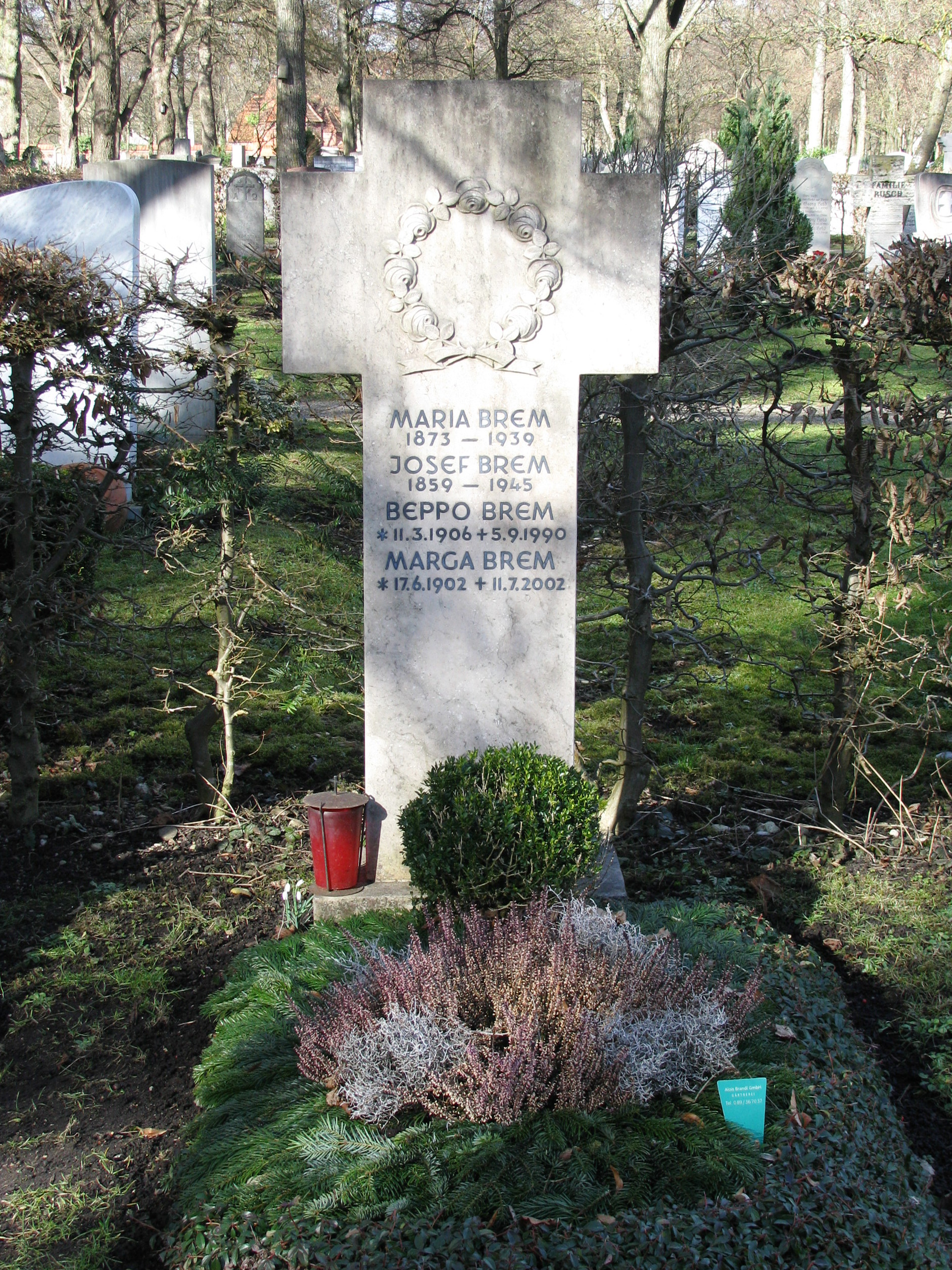
Tumba de Beppo Brem en el Cementerio Nordfriedhof de Múnich (2014)

Su verdadero nombre era Josef Brem, y nació en Múnich, Alemania. Criado en el barrio muniqués de Schwabing, comenzó a actuar en 1925, obteniendo en 1927 su primer compromiso con el Bauernbühne de Bad Reichenhall. Después fue actor invitado en Ratisbona, Ulm, Berlín y Múnich, donde actuó en obras como Don Carlos y Schinderhannes, de Carl Zuckmayer.
En 1932 se casó con una antigua soprano soubrette, Marga Wening, con la que permaneció unido hasta la muerte de él. El matrimonio tuvo una hija.
A los 24 años recibió las primeras ofertas para trabajar en el entonces joven cine sonoro. En la pantalla solía encarnar personajes de rudos campesinos o similares. A menudo las películas en las que actuaba eran cómicas y de escasa calidad. Hasta 1944 sus películas de mayor fama fueron Das sündige Dorf (1940), Quax, der Bruchpilot (1941), Kohlhiesels Töchter (1943) y Die falsche Braut (1944). También colaboró en algunas películas de propaganda del régimen Nazi, como fue el caso de Unternehmen Michael (1937), Stoßtrupp 1917 (1934) o Stukas (1941)).
En la década de 1950 Brem amplió su actividad cinematográfica, actuando junto a estrellas como Heinz Rühmann, Hans Moser, Johannes Heesters, Hans Albers, Heinz Erhardt, Peter Alexander y Theo Lingen, participando en películas de género Heimat, en comedias de confusión y en comedias militares. En ese tipo de películas solía actuar junto a su amigo Joe Stöckel. Raras veces hizo papeles serios, siendo por ello una excepción filmes como Fanfaren der Liebe (1951) y Des Teufels General (1955), cinta dirigida por Helmut Käutner y protagonizada por Curd Jürgens. Junto a Liesl Karlstadt participó en el año 1956 en el primer comercial televisivo, emitido por Das Erste el 3 de noviembre de 1956.
En los años 1960 participó en varias entregas de la serie cinematográfica Lausbubengeschichten, basada en la obra de Ludwig Thoma. Para la televisión tuvo un gran éxito entre 1965 y 1970 y entre 1978 y 1982 en la serie Die seltsamen Methoden des Franz Josef Wanninger, en la cual actuó en un total de 112 episodios, en los cuales actuó con Maxl Graf y Fritz Straßner. A medida que disminuía su trabajo en películas Heimat y musicales, en los años 1970 participó en algunas cintas eróticas alemanas, lo cual no menguó su reputación.
Beppo Brem también actuó regularmente en teatros de Múnich, como el Kleine Komödie am Max II, el Bayerisches Staatsschauspiel y el Theater an der Brienner Straße, en los cuales interpretaba también papeles serios. Otro teatro del que formó parte fue el Chiemgauer Volkstheater.
Una de sus últimas actuaciones destacadas fue su papel de conserje en la comedia Hexenschuß (1987), con Helmut Fischer. Sus actuaciones finales llegaron en Der verkaufte Großvater, en la serie televisiva Heidi und Erni, y en el drama melancólico Auf dem Abstellgleis (1989), con Erni Singerl y Toni Berger, una producción de Bayerischer Rundfunk. Poco después del final del rodaje, Beppo Brem falleció en Múnich a causa de un cáncer de pulmón. Fue enterrado en el Cementerio Nordfriedhof de Múnich.

## Premios
- 1970 : Orden del Mérito de Baviera
- 1970 : Premio Bambi de plata por Die seltsamen Methoden des Franz Josef Wanninger
- 1981 : Medalla de oro de la ciudad de Múnich
- 1983 : Orden del Mérito de la República Federal de Alemania

## Filmografía
Cine (selección)
- 1932 : Die verkaufte Braut
- 1933 : Stoßtrupp 1917
- 1933 : Der Tunnel
- 1934 : Der junge Baron Neuhaus
- 1935 : Ehestreik
- 1935 : Die Heilige und ihr Narr
- 1936 : Standschütze Bruggler
- 1936 : 1A in Oberbayern
- 1936 : Die drei um Christine
- 1936 : Die letzten vier von Santa Cruz
- 1936 : Weiberregiment
- 1937 : Unternehmen Michael
- 1938 : Urlaub auf Ehrenwort
- 1938 : Frau Sixta
- 1938 : Die Pfingstorgel
- 1939 : Wasser für Canitoga
- 1940 : Feinde
- 1940 : Beates Flitterwoche
- 1940 : Das sündige Dorf
- 1941 : Über alles in der Welt
- 1941 : Stukas
- 1941 : Der scheinheilige Florian
- 1941 : Quax, der Bruchpilot
- 1943 : Großstadtmelodie
- 1943 : Wildvogel
- 1943 : Kohlhiesels Töchter
- 1943 : Quax in Afrika
- 1945 : Dreimal Komödie
- 1948 : Im Tempel der Venus
- 1949 : Münchnerinnen
- 1949 : Die drei Dorfheiligen
- 1949 : Heimliches Rendezvous
- 1950 : Königskinder
- 1950 : Zwei in einem Anzug
- 1950 : Der Theodor im Fußballtor
- 1950 : Aufruhr im Paradies
- 1950 : Die Nacht ohne Sünde
- 1951 : Tanz ins Glück
- 1951 : Fanfaren der Liebe
- 1951 : Heimat, deine Sterne
- 1952 : Mönche, Mädchen und Panduren
- 1952 : Wenn abends die Heide träumt
- 1952 : Einmal am Rhein
- 1952 : Drei Tage Angst
- 1952 : Zwei Menschen
- 1953 : Keine Angst vor großen Tieren
- 1953 : Ehestreik
- 1954 : Keine Angst vor Schwiegermüttern
- 1954 : Das sündige Dorf
- 1954 : Hochzeitsglocken
- 1955 : Der Fischer vom Heiligensee
- 1955 : Unternehmen Schlafsack
- 1955 : El general del diablo
- 1955 : Das Forsthaus in Tirol
- 1955 : Sonnenschein und Wolkenbruch
- 1955 : Oh – diese „lieben“ Verwandten
- 1955 : Zärtliches Geheimnis
- 1956 : Auf Wiedersehn am Bodensee
- 1956 : Manöverball
- 1956 : IA in Oberbayern
- 1956 : II-A in Berlin
- 1956 : Pulverschnee nach Übersee
- 1956 : Waldwinter
- 1956 : Zwei Bayern in St. Pauli
- 1956 : Nichts als Ärger mit der Liebe
- 1956 : Die gestohlene Hose
- 1956 : Die fröhliche Wallfahrt
- 1956 : Der Jäger vom Roteck
- 1957 : Der Etappenhase
- 1957 : Zwei Matrosen auf der Alm
- 1957 : Zwei Bayern im Urwald
- 1957 : Heiratskandidaten
- 1957 : Zwei Bayern im Harem
- 1957 : Der Bauerndoktor von Bayrischzell
- 1957 : Die fidelen Detektive
- 1958 : Der Sündenbock von Spatzenhausen
- 1958 : Die Landärztin
- 1958 : Meine 99 Bräute
- 1958 : Mein Schatz ist aus Tirol
- 1959 : Alle lieben Peter
- 1959 : Der Haustyrann
- 1959 : Bei der blonden Kathrein
- 1959 : Kein Mann zum Heiraten
- 1960 : Agatha, laß das Morden sein!
- 1961 : Drei weiße Birken
- 1961 : Der Hochtourist
- 1961 : Am Sonntag will mein Süßer mit mir segeln gehn
- 1961 : Saison in Salzburg
- 1961 : So liebt und küßt man in Tirol
- 1962 : Der verkaufte Großvater
- 1962 : Verrückt und zugenäht
- 1962 : Wilde Wasser
- 1962 : Der Pastor mit der Jazztrompete
- 1962 : Die Post geht ab
- 1962 : Zwei Bayern in Bonn
- 1963 : Allotria in Zell am See
- 1963 : Heimweh nach St. Pauli
- 1964 : Die lustigen Weiber von Tirol
- 1964 : Tonio Kröger
- 1964 : Lausbubengeschichten
- 1965 : Tante Frieda – Neue Lausbubengeschichten
- 1966 : Das sündige Dorf
- 1966 : Onkel Filser – Allerneueste Lausbubengeschichten
- 1967 : Wenn Ludwig ins Manöver zieht
- 1967 : Da lacht Tirol
- 1968 : Otto ist auf Frauen scharf
- 1969 : Das Go-Go-Girl vom Blow-Up
- 1969 : Pudelnackt in Oberbayern
- 1970 : Hurra, ein toller Onkel wird Papa
- 1971 : Das haut den stärksten Zwilling um
- 1971 : Mein Vater, der Affe und ich
- 1971 : Verliebte Ferien in Tirol
- 1971 : Hilfe, die Verwandten kommen
- 1972 : Mensch ärgere dich nicht
- 1973 : Oh Jonathan – oh Jonathan!
- 1974 : Der Jäger von Fall
- 1977 : Die Jugendstreiche des Knaben Karl
- 1983 : Die unglaublichen Abenteuer des Guru Jakob
- 1987 : Der G’wissenswurm
- 1988 : Der verkaufte Großvater
- 1989 : Auf dem Abstellgleis

Televisión
- 1964 : Gewagtes Spiel (serie TV), episodio Und alles um eine Kuh
- 1965–1970 : Die seltsamen Methoden des Franz Josef Wanninger (serie TV)
- 1970 : Alles für die Katz (telefilm)
- 1970–1971 : Königlich Bayerisches Amtsgericht (serie TV), 3 episodios
- 1970–1985 : Der Komödienstadel (serie TV), varios episodios
- 1971 : Olympia – Olympia (telefilm)
- 1972 : Rabe, Pilz und dreizehn Stühle (serie TV)
- 1974 : Josef Filser (telefilm)
- 1977–1985 : Polizeiinspektion 1 (serie TV), seis episodios
- 1978–1982 : Die unsterblichen Methoden des Franz Josef Wanninger (serie TV)
- 1984 : Lach mal wieder (serie TV)
- 1984 : Heiße Wickel, kalte Güsse (serie TV)
- 1985 : Wenn der Hahn kräht (telefilm)
- 1987 : Hexenschuß (telefilm)
- 1988 : Einfaches Leben (telefilm)
- 1990 : Heidi und Erni (serie TV)